# Free Nelson Mandela
Free Nelson Mandela (libertem Nelson Mandela, em livre tradução)  é uma canção da banda inglesa The Special A.K.A., lançada no álbum "In The Studio de 1985, "sendo a primeira a falar especificamente sobre Nelson Mandela, na altura, um líder mundialmente pouco conhecido na luta contra o sistema segregacionista da África do Sul conhecido como apartheid, e que se encontrava preso. Composta por Jerry Dammers, esta canção veio a se tornar um verdadeiro hino contra o apartheid

## Criação
A motivação para a música, segundo o compositor, originou-se depois que ele foi a um concerto em Londres contra o apartheid, no ano de 1983; aquilo lhe deu a inspiração para fazer algo que lembrasse de Mandela.
"Peguei um folheto que dizia que os sapatos que ele tinha na prisão eram pequenos demais para seus pés. Então eu coloquei isto na letra", lembra Dammers, para quem o impacto alcançado foi uma surpresa.
Feita gravação, os promotores da BBC Radio 1 gostaram da música, e catapultaram sua divulgação, o que foi algo bastante importante na época, pois o rock não era um gênero que alcançava as rádios, mais afeitas aos punk, tecno e outros modismos.

## Impacto
Embora a situação tenha mudado completamente, no início da década de 1980 ainda não havia uma consciência geral sobre a importância de Mandela; depois que foi lançada a música foi sucesso em todo o mundo, sendo cantada nos eventos esportivos em que a África do Sul participava, constrangendo o regime, e era entoada nos comícios do Congresso Nacional Africano (CNA), então uma instituição de resistência ao regime de segregação, a quem a então primeira-ministra britânica, Margaret Thatcher, qualificara como "organização terrorista".
Na África do Sul era cantada durante as partidas de futebol, esporte preferido pelos negros; e foi oficialmente proibida no país sua execução.
O sucesso da música levou à realização de vários shows, com a aproximação do filho do líder do CNA no exílio Oliver Tambo - Dali Tambo - até a realização de um grande evento anti-apartheid em Clapham Common em 1986, com a presença de 250 mil pessoas, culminando no concerto The Nelson Mandela 70th Birthday Tribute em 1988, no Estádio de Wembley e, dois anos depois, em 1990, à libertação de Mandela.